# 141 Lumen
Lumen /ˈluːmən/ (định danh hành tinh vi hình: 141 Lumen) là một tiểu hành tinh kiểu C, bằng đá, lớn, và tối ở vành đai chính. Nó có đường kính 130 km, di chuyển ở quỹ đạo gần nhóm tiểu hành tinh Eunomia, nhưng không thuộc nhóm này. Tuy vậy, NASA vẫn tiếp tục phân loại nó như một tiểu hành tinh vành đai chính.
Ngày 13 tháng 01 năm 1875, anh em nhà thiên văn học người Pháp Paul Henry và Prosper Henry phát hiện tiểu hành tinh Lumen khi họ thực hiện quan sát tại Đài thiên văn Paris, nhưng chỉ Paul được cho là người đã phát hiện. Nó được đặt tên theo quyển Lumen: Récits de l'infini, một quyển sách của nhà thiên văn học Camille Flammarion.
Richard P. Binzel và Schelte J. Bus đã cho thêm sự hiểu biết về tiểu hành tinh này trong một khảo sát sóng ánh sáng phát hành năm 2003. Dự án này có tên là Small Main-belt Asteroid Spectroscopic Survey, Phase II (SMASSII), xây dựng trên một khảo sát các tiểu hành tinh vành đai chính trước kia. Dữ liệu quang phổ bước sóng có thể thấy được (0,435-0,925 micromét) đã được thu thập từ tháng 8 năm 1993 tới tháng 3 năm 1999.
Dữ liệu đường cong ánh sáng cũng đã được các nhà quan sát ở đài thiên văn Antelope Hill ghi lại, đài này được Trung tâm tiểu hành tinh chỉ định là đài thiên văn chính thức.